# Echipe de fotbal din România
Aceasta este o listă a tuturor echipelor din România
Această listă este generată cu date din Wikidata și este actualizată periodic de un robot.
 Editările făcute în listă vor fi șterse la următoarea actualizare!
| Nume                              | Ligă                            |
| --------------------------------- | ------------------------------- |
| United Ploiești                   | Liga A Prahova                  |
| Petrolistul Boldești              | Liga A Prahova                  |
| ASCS Petrolul 95 Ploiești         | Liga A Prahova                  |
| Teleajenul Vălenii de Munte       | Liga A Prahova                  |
| CS Chimia Brazi                   | Liga I Feminin                  |
| FC ASA Târgu Mureș                | Liga a II-a                     |
| FCU Craiova                       | Liga a II-a                     |
| Ceahlăul Piatra Neamț             | Liga a II-a                     |
| FC Politehnica Iași               | Liga a II-a                     |
| Politehnica Iași                  | Liga a II-a                     |
| CSM Reșița                        | Liga a II-a                     |
| Concordia Chiajna                 | Liga a II-a                     |
| Bihor Oradea                      | Liga a II-a                     |
| ASC Corona Brașov                 | Liga a II-a                     |
| Chindia Târgoviște                | Liga a II-a                     |
| CS Afumați                        | Liga a II-a                     |
| FC Voluntari                      | Liga a II-a                     |
| CSM Slatina                       | Liga a II-a                     |
| Sepsi OSK Sfântu Gheorghe         | Liga a II-a                     |
| AFC Metalul Buzău                 | Liga a II-a                     |
| CSA Steaua București              | Liga a II-a                     |
| Gloria Buzău                      | Liga a II-a                     |
| Unirea Ungheni                    | Liga a II-a                     |
| 1599 Șelimbăr                     | Liga a II-a                     |
| Dacia Unirea Brăila               | Liga a III-a                    |
| Unirea Alba Iulia                 | Liga a III-a                    |
| Olimpia MCMXXI Satu Mare          | Liga a III-a                    |
| Jiul Petroșani                    | Liga a III-a                    |
| FC Unirea Dej                     | Liga a III-a                    |
| SCM Râmnicu Vâlcea                | Liga a III-a                    |
| Sănătatea Cluj                    | Liga a III-a                    |
| CS Minerul Lupeni                 | Liga a III-a                    |
| CS Medgidia                       | Liga a III-a                    |
| Politehnica Timișoara             | Liga a III-a                    |
| Dunărea Călărași                  | Liga a III-a                    |
| CSM Alexandria                    | Liga a III-a                    |
| Cetatea Turnu Măgurele            | Liga a III-a                    |
| FC Rapid II București             | Liga a III-a                    |
| CSM Râmnicu Sărat                 | Liga a III-a                    |
| Aerostar Bacău                    | Liga a III-a                    |
| CS Inter Ilfov                    | Liga a III-a                    |
| Victoria Ineu                     | Liga a III-a                    |
| CSM Sighetu Marmației             | Liga a III-a                    |
| CSO Tricolorul Breaza             | Liga a III-a                    |
| Avântul Reghin                    | Liga a III-a                    |
| CSU Galați                        | Liga a III-a                    |
| ACS ARO Muscelul Câmpulung        | Liga a III-a                    |
| Urban Titu                        | Liga a III-a                    |
| Sporting Roșiori                  | Liga a III-a                    |
| CS Național Sebiș                 | Liga a III-a                    |
| Bucovina Rădăuți                  | Liga a III-a                    |
| CSL Ștefăneștii de Jos            | Liga a III-a                    |
| CSO Plopeni                       | Liga a III-a                    |
| Metalurgistul Cugir               | Liga a III-a                    |
| CS Știința Miroslava              | Liga a III-a                    |
| Gilortul Târgu Cărbunești         | Liga a III-a                    |
| FC Bistrița                       | Liga a III-a                    |
| Olimpic Cetate Râșnov             | Liga a III-a                    |
| Sporting Liești                   | Liga a III-a                    |
| FC Pucioasa                       | Liga a III-a                    |
| CSM Deva                          | Liga a III-a                    |
| CS Blejoi                         | Liga a III-a                    |
| ACS Înainte Modelu                | Liga a III-a                    |
| FC Botoșani 2                     | Liga a III-a                    |
| Agricola Borcea                   | Liga a III-a                    |
| CS Tunari                         | Liga a III-a                    |
| Gloria Bistrița                   | Liga a III-a                    |
| KSE Târgu Secuiesc                | Liga a III-a                    |
| Odorheiu Secuiesc                 | Liga a III-a                    |
| Sănătatea Darabani                | Liga a III-a                    |
| Progresul Spartac                 | Liga a III-a                    |
| Axiopolis Cernavodă               | Liga a III-a                    |
| FC Voluntari II                   | Liga a III-a                    |
| Astra II Giurgiu                  | Liga a III-a                    |
| SC Popești-Leordeni               | Liga a III-a                    |
| CS U Craiova II                   | Liga a III-a                    |
| Flacăra Horezu                    | Liga a III-a                    |
| MSE Târgu Mureș                   | Liga a III-a                    |
| CSC Dumbrăvița                    | Liga a III-a                    |
| Unirea Bascov                     | Liga a III-a                    |
| Șomuz Fălticeni                   | Liga a III-a                    |
| Crișul Chișineu-Criș              | Liga a III-a                    |
| Șoimii Lipova                     | Liga a III-a                    |
| CSO Filiași                       | Liga a III-a                    |
| CSC Ghiroda și Giarmata Vii       | Liga a III-a                    |
| Industria Galda de Jos            | Liga a III-a                    |
| CSU Alba Iulia                    | Liga a III-a                    |
| Viitorul Dăești                   | Liga a III-a                    |
| FC Ozana Târgu Neamț              | Liga a III-a                    |
| CS FC Dinamo București            | Liga a III-a                    |
| Înainte Modelu                    | Liga a III-a                    |
| Progresul Șomcuta Mare            | Liga a III-a                    |
| CSM Olimpia Satu Mare             | Liga a III-a                    |
| Minerul Ocna Dej                  | Liga a III-a                    |
| CS Avântul Periam                 | Liga a III-a                    |
| FC Academica Clinceni II          | Liga a III-a                    |
| Petrolul Potcoava                 | Liga a III-a                    |
| Sepsi OSK Sfântu Gheorghe II      | Liga a III-a                    |
| CS Gloria Albești                 | Liga a III-a                    |
| CS Sporting Juniorul Vaslui       | Liga a III-a                    |
| ACS Bradu Borca                   | Liga a III-a                    |
| CS Sportul Șimleu Silvaniei       | Liga a III-a                    |
| SR Brașov                         | Liga a III-a                    |
| FCV Farul II Constanța            | Liga a III-a                    |
| FC Argeș II Pitești               | Liga a III-a                    |
| ACS Viitorul II Târgu Jiu         | Liga a III-a                    |
| ACS Mediaș 2022                   | Liga a III-a                    |
| Viitorul Cluj                     | Liga a III-a                    |
| CSM Codlea                        | Liga a III-a                    |
| Recolta Gheorghe Doja             | Liga a III-a                    |
| Mostiștea Ulmu                    | Liga a III-a                    |
| Poseidon 2 Mai                    | Liga a III-a                    |
| Viitorul Ianca                    | Liga a III-a                    |
| CSM Bacău                         | Liga a III-a                    |
| Hușana Huși                       | Liga a III-a                    |
| Fortuna Becicherecu Mic           | Liga a III-a                    |
| Progresul Pecica                  | Liga a III-a                    |
| Tractorul Cetate                  | Liga a III-a                    |
| SCM Zalău                         | Liga a III-a                    |
| Lotus Băile Felix                 | Liga a III-a                    |
| FK Csíkszereda II                 | Liga a III-a                    |
| Viitorul Darabani                 | Liga a III-a                    |
| Gloria Ultra                      | Liga a III-a                    |
| Unirea Braniștea                  | Liga a III-a                    |
| ACS Voința Limpeziș               | Liga a III-a Liga a IV-a Buzău  |
| Gloria Băneasa                    | Liga a III-a                    |
| Dinamo București                  | Liga a III-a                    |
| CS Păulești                       | Liga a III-a                    |
| Olimpic Zărnești                  | Liga a III-a                    |
| Cozia Călimănești                 | Liga a III-a                    |
| Retezatul Hațeg                   | Liga a III-a                    |
| Phoenix Buziaș                    | Liga a III-a                    |
| CSU Alba Iulia                    | Liga a III-a                    |
| AFC Câmpulung Muscel              | Liga a III-a                    |
| Ciucaș Tărlungeni                 | Liga a III-a                    |
| Oltul Curtișoara                  | Liga a III-a                    |
| USV Iași                          | Liga a III-a                    |
| CS Timișul Șag                    | Liga a III-a                    |
| Șoimii Gura Humorului             | Liga a III-a                    |
| Viitorul Onești                   | Liga a III-a                    |
| CSM Adjud                         | Liga a III-a                    |
| Progresul Fundulea                | Liga a III-a                    |
| ACS Sport Team                    | Liga a III-a                    |
| CS Gheorgheni                     | Liga a III-a                    |
| CIL Blaj                          | Liga a III-a                    |
| CSC Peciu Nou                     | Liga a III-a                    |
| ACS Diosig                        | Liga a III-a                    |
| Vulturul Mintiu Gherlii           | Liga a III-a                    |
| Vulturii Fărcășești               | Liga a III-a Liga a IV-a Gorj   |
| Sparta Râmnicu Vâlcea             | Liga a III-a Liga a IV-a Vâlcea |
| ACS Speed Academy                 | Liga a III-a                    |
| FC Petrolul Ploiești 2            | Liga a III-a                    |
| CSM Vaslui                        | Liga a III-a                    |
| CSO Băicoi                        | Liga a III-a                    |
| Crișul Sântandrei                 | Liga a III-a                    |
| Minaur Baia Mare                  | Liga a III-a                    |
| ACS Foresta Suceava               | Liga a IV-a                     |
| Dunărea Giurgiu                   | Liga a IV-a                     |
| Chimia Brazi                      | Liga a IV-a                     |
| AS CFR Brașov                     | Liga a IV-a                     |
| CSM Olimpia Salonta               | Liga a IV-a                     |
| Victoria Carei                    | Liga a IV-a                     |
| Lotru Brezoi                      | Liga a IV-a                     |
| CS Zlatna                         | Liga a IV-a Alba                |
| CS Ocna Mureș                     | Liga a IV-a Alba                |
| Gloria Lunca Teuz Cermei          | Liga a IV-a Arad                |
| CS Mioveni II                     | Liga a IV-a Argeș               |
| CS Real Bradu                     | Liga a IV-a Argeș               |
| CSM Moinești                      | Liga a IV-a Bacău               |
| Gauss Bacău                       | Liga a IV-a Bacău               |
| FC Bacău                          | Liga a IV-a Bacău               |
| Club Atletic Oradea               | Liga a IV-a Bihor               |
| CS Luceafărul Oradea              | Liga a IV-a Bihor               |
| CS Oșorhei                        | Liga a IV-a Bihor               |
| FC Precizia Săcele                | Liga a IV-a Brașov              |
| ACS Kids Tâmpa Brașov             | Liga a IV-a Brașov              |
| CS Făurei                         | Liga a IV-a Brăila              |
| Sportul Chiscani                  | Liga a IV-a Brăila              |
| A.S.C. Venus București            | Liga a IV-a București           |
| FCSB II                           | Liga a IV-a București           |
| FC Petrolul Berca                 | Liga a IV-a Buzău               |
| Recolta Sălcioara                 | Liga a IV-a Buzău               |
| Montana Pătârlagele               | Liga a IV-a Buzău               |
| ACS Progresul Ezeriș              | Liga a IV-a Caraș-Severin       |
| Sticla Arieșul Turda              | Liga a IV-a Cluj                |
| CFR II Cluj                       | Liga a IV-a Cluj                |
| CSO Ovidiu                        | Liga a IV-a Constanța           |
| CS Năvodari                       | Liga a IV-a Constanța           |
| CS Portul Constanța               | Liga a IV-a Constanța           |
| FC Zagon                          | Liga a IV-a Covasna             |
| CSM Oltenița                      | Liga a IV-a Călărași            |
| Venus Independența                | Liga a IV-a Călărași            |
| Flacăra Moreni                    | Liga a IV-a Dâmbovița           |
| Victoria Tecuci                   | Liga a IV-a Galați              |
| CS Avântul Valea Mărului          | Liga a IV-a Galați              |
| FC Bolintin Malu Spart            | Liga a IV-a Giurgiu             |
| Pandurii Târgu Jiu                | Liga a IV-a Gorj                |
| Aurul Brad                        | Liga a IV-a Hunedoara           |
| CS Vulcan                         | Liga a IV-a Hunedoara           |
| CSM Fetești                       | Liga a IV-a Ialomița            |
| CS Viitorul Axintele              | Liga a IV-a Ialomița            |
| CS Amara                          | Liga a IV-a Ialomița            |
| CSM Pașcani                       | Liga a IV-a Iași                |
| CS Viitorul Domnești              | Liga a IV-a Ilfov               |
| Progresul Cernica                 | Liga a IV-a Ilfov               |
| FC Baia Mare                      | Liga a IV-a Maramureș           |
| AFC Gaz Metan Târgu Mureș         | Liga a IV-a Mureș               |
| CS Iernut                         | Liga a IV-a Mureș               |
| CSM Târgu Mureș                   | Liga a IV-a Mureș               |
| FC Olt Scornicești                | Liga a IV-a Olt                 |
| Vedița Colonești                  | Liga a IV-a Olt                 |
| Unirea Tășnad                     | Liga a IV-a Satu Mare           |
| Victoria Carei                    | Liga a IV-a Satu Mare           |
| FC Inter Sibiu                    | Liga a IV-a Sibiu               |
| LSS Voința Sibiu                  | Liga a IV-a Sibiu               |
| CS Măgura Cisnădie                | Liga a IV-a Sibiu               |
| FC Hermannstadt II                | Liga a IV-a Sibiu               |
| FC Avrig                          | Liga a IV-a Sibiu               |
| Gaz Metan II Mediaș               | Liga a IV-a Sibiu               |
| Sportul Șimleu Silvaniei          | Liga a IV-a Sălaj               |
| Rapid Buzescu                     | Liga a IV-a Teleorman           |
| CSM Lugoj                         | Liga a IV-a Timiș               |
| CS Nuova Mama Mia Becicherecu Mic | Liga a IV-a Timiș               |
| CS Unirea Sânnicolau Mare         | Liga a IV-a Timiș               |
| Millenium Giarmata                | Liga a IV-a Timiș               |
| FC Delta Tulcea                   | Liga a IV-a Tulcea              |
| AS Săgeata Stejaru                | Liga a IV-a Tulcea              |
| FC Panciu                         | Liga a IV-a Vrancea             |
| ACS Minerul Costești              | Liga a IV-a Vâlcea              |
| Ripensia Timișoara                | Liga a V-a                      |
| Colțea Brașov                     | Liga a V-a                      |
| CS Triumf Bârca                   | Liga a V-a Dolj                 |
| Dorna Vatra Dornei                | Liga a V-a Suceava              |
| CSF CFR 1933 Timișoara            | Liga a VI-a                     |
| Oțelul Galați                     | SuperLiga României              |
| FCSB                              | SuperLiga României              |
| Dinamo București                  | SuperLiga României              |
| CFR Cluj                          | SuperLiga României              |
| FC Rapid București                | SuperLiga României              |
| FC Universitatea Cluj             | SuperLiga României              |
| UTA Arad                          | SuperLiga României              |
| FC Argeș Pitești                  | SuperLiga României              |
| FC Botoșani                       | SuperLiga României              |
| FC Petrolul Ploiești              | SuperLiga României              |
| AFC Unirea Slobozia               | SuperLiga României              |
| FK Csíkszereda                    | SuperLiga României              |
| Universitatea Craiova             | SuperLiga României              |
| Metaloglobus București            | SuperLiga României              |
| FC Hermannstadt                   | SuperLiga României              |
| FC Rapid 1923                     | SuperLiga României              |
| FC Unirea Urziceni                | dizolvare                       |